# シュノンソー
シュノンソー（Chenonceaux）は、フランス中部のサントル＝ヴァル・ド・ロワール地域圏のアンドル=エ=ロワール県に位置するコミューンである。
街はトゥールの東方約26kmのロワール渓谷内のシェール川右岸に位置している。
2004年の定住人口は約300人であるが、フランス観光の一つの目玉であるシュノンソー城があるため、ハイシーズンには多くの旅行者が訪れる。この城は川の右岸の上に建てられていることに特徴がある。

## 名前
コミューンと城の名前は、スペルが異なっている。コミューンのスペルは「Chenonceaux」、一方、城は「Chenonceau」であり、最後のxが欠落する。公的な記録は無いが、フランス革命中に城を所有していたルイーズ・デュパンが、共和制に変わったフランスを区別するために、城の名前からxを取ったという伝説がある。